# Egidijus
Egidijus ist ein litauischer männlicher Vorname, abgeleitet von Ägidius. Die weibliche Form ist Egidija.

## Personen
- Egidijus Baranauskas (* 1967), Zivilrechtler, Professor und Richter
- Egidijus Bičkauskas (* 1955), Jurist und Politiker, Mitglied des Seimas, Parlamentsvizepräsident
- Egidijus Bieliūnas (* 1950), Strafrechtler, Kriminologe, Richter und  Diplomat
- Egidijus Jarašiūnas (* 1952), Verfassungsrechtler, Professor
- Egidijus Juodvalkis (* 1988), Straßenradrennfahrer
- Egidijus Klumbys (* 1952), Neurochirurg und Mitglied des Seimas
- Egidijus Kūris (* 1961),  Verfassungsrechtler, Professor
- Egidijus Laužikas (* 1959), Richter des Obersten Gerichts
- Egidijus Purlys (* 1981), Energie-Politiker, Vizeminister
- Egidijus Sinkevičius (* 1956), Politiker, Bürgermeister von Jonava
- Egidijus Skarbalius (*  1967), Politiker, Mitglied des Seimas
- Egidijus Šileikis (* 1967), Verfassungsrechtler und Professor
- Egidijus Vaitkūnas (* 1988), Fußballspieler
- Egidijus Vareikis (* 1958),  Chemiker, Politologe und Politiker
- Egidijus Žironas (* 1954), Richter, Vorsitzende des Appellationsgerichts

Zwischenname
- Paulius Egidijus Kovas, Medien-Manager
- Vidmantas Egidijus Kurapka (* 1952), Kriminalist, Professor